# Gavan O'Herlihy
Gavan O'Herlihy (Dublín, 9 de abril de 1954-Bath, 15 de septiembre de 2021) fue un actor irlandés con una carrera en el cine estadounidense.

## Biografía
Nació en Dublín, hijo de Elsa Bennett y del actor irlandés Dan O'Herlihy. Durante su juventud fue un ávido jugador de tenis, incluso ganó el Campeonato nacional de tenis de Irlanda.  
Tiene más de treinta papeles como actor, la mayoría como villano o antagonista, como Death Wish 3, Never Say Never Again y Superman III. Su interpretación de Airk Thaughbaer en Willow (1988) es uno de sus pocos papeles heroicos, junto al oficial estadounidense Leroy en la serie Sharpe's Eagle. Además trabajó en el capítulo piloto de Star Trek: Voyager, titulado "Caretaker", interpretando al kazon Jabin. 
Tuvo dos hijos: Rogan y Misty.